# N32 (Togo)
Die N32 ist eine Fernstraße in Togo, die in Agou Gadzépé an der Ausfahrt der N5 beginnt und an der Grenze nach Ghana endet. 